# Državni dug
Državni dug ili javni dug označava ukupni dug države prema vjerovnicima. Razlikuje se po tome je li unutarnji kredit (u vlastitoj valuti) i inozemni dug (kredit u stranoj valuti).

## Dug zemalja na svijetu
Dug države broje tzv. dužnički satovi, dugovanja se odnose na ukupni dug države tj. vlade, ali ne i privatnog sektora. Dolje navedeni dužnički satovi objedinjuju vanjske i unutrašnje dugove navednih zemalja.
- Francuski javni dug
- Dug vlade SAD-a
- Dug njemačke vlade  Arhivirana inačica izvorne stranice od 27. listopada 2012. (Wayback Machine) (na vrhu)

## Vanjske poveznice
Popis država i njihova zaduženost  Arhivirana inačica izvorne stranice od 20. siječnja 2018. (Wayback Machine) (The World Factbook)